# Alexej Němov
Alexej Jurjevič Němov (* 28. května 1976 Baraševo) je bývalý ruský reprezentant ve sportovní gymnastice. Rodák z mordvinské vesnice Baraševo začínal s gymnastikou v Togliatti, kde také vystudoval pedagogiku, později byl členem armádního klubu CSKA.
Získal čtyři zlaté medaile na Hrách dobré vůle 1994, byl pětkrát mistrem světa (přeskok 1995 a 1996, prostná 1997 a 1999, kůň našíř 1999) a třikrát mistrem Evropy (bradla 1994, prostná 1998 a 2002), v roce 1998 vyhrál Světový pohár ve sportovní gymnastice v přeskoku.
Má dvanáct olympijských medailí, z toho čtyři zlaté. Na letních olympijských hrách 1996 vyhrál soutěž družstev a přeskok, byl druhý ve víceboji a třetí v prostných, na hrazdě a koni našíř. Na Letních olympijských hrách 2000 vyhrál víceboj a hrazdu, druhý byl v prostných a třetí v týmové soutěži, bradlech a koni našíř. Na Letních olympijských hrách 2004 skončil s ruským družstvem šestý, v individuálních soutěžích postoupil do finále pouze na hrazdě. Předvedl mimořádně náročnou sestavu, zaváhal však při dopadu a rozhodčí ho zařadili na celkové páté místo. To vzbudilo hlasité protesty diváků, které musel nakonec uklidňovat sám Němov. Skandál vedl ke změně pravidel pro hodnocení gymnastických soutěží.
Po ukončení kariéry se stal šéfredaktorem časopisu Bolšoj sport a členem patriarší kulturní rady Ruské pravoslavné církve. Je plukovníkem v záloze a nositelem řádu Za zásluhy o vlast.